# Los Nevados
Los Nevados es un pueblo venezolano fundado en 1591, ubicado en el parque nacional Sierra Nevada, en el Estado Mérida, situado a 2.710 m s. n. m. y con una población aproximada de 2000 habitantes. Su nombre se debe a los glaciares de los picos León, Toro y Espejo que podían observarse desde Los Nevados antes de su desaparición en la década de los 60. La principal actividad de la zona es el Turismo, mediante sus paseos a caballo y burro vía la estación del teleférico de Loma Redonda. Sus habitantes, también se dedican a la agricultura, en donde destaca el cultivo de la papa, maíz, trigo y ajo.